# Salto mortal (novela)
Salto mortal (宙返り Chūgaeri?) es una novela de 1999 del escritor japonés Kenzaburō Ōe. La historia sigue a dos exlíderes de un culto religioso que intentan establecer un nuevo movimiento, una posible catástrofe nuclear y sectas religiosas en la sociedad cotidiana. Recibió inspiración del culto de Aum Shinrikyo y su ataque de gas sarín en el metro de Tokio de 1995. La traducción al español, de Fernando Rodríguez Izquierdo, fue publicada por primera vez en 2004. Fue la primera novela de Ōe desde que ganó el Premio Nobel de literatura de 1994.

## Argumento
Diez años antes de lo eventos relatados en Salto mortal, dos hombres conocidos como el Salvador y Profeta fueron líderes de un influyente movimiento religioso. Cuando una facción radical de sus seguidores amenazó con desatar un apocalipsis, se retractaron de todas sus enseñanzas y abandonaron a sus seguidores. Ahora, después de una década de silencio, Salvador y Profeta comienzan a contactar a sus antiguos seguidores y llegar al público, asistidos por un pequeño grupo de jóvenes que han acudido a ellos en los últimos meses.
Justo cuando están comenzando este nuevo impulso, la facción radical secuestra a Profeta, manteniéndolo cautivo hasta que su salud se rinde. El Salvador y un pequeño núcleo de fieles, incluido un pintor llamado Kizu que puede convertirse en el nuevo Profeta, se trasladan a las montañas para establecer la nueva base de la iglesia, seguidos por dos grupos de la antigua iglesia del Salvador: las Mujeres Tranquilas y los Técnicos, que tienen lazos con la antigua facción radical. Las Luciernadas Bebes, jóvenes de un pueblo cercano, intentan influenciar a la iglesia con las tradiciones locales y la disciplina militar.

## Recepción
Scott Esposito de Los Angeles Times dijo sobre la versión en inglés que "no fue muy admirada por los críticos de habla inglesa". Christopher Tayler, de The Guardian, dijo que la "inflada" Salto mortal recibió "muchas críticas". Publishers Weekly dijo "Oe [sic] ha intentado crear una obra maestra en expansión, pero los lectores estadounidenses podrían decidir que hay más expansión que obra maestra aquí". Steven Poole de The Guardian dijo: "Y sin embargo, aún con todas sus sobre extensiones, uno termina Salto mortal convencido de que enterrada dentro del extenso texto hay una novela brillante, mucho más corta. Tal vez incluso los premios Nobel de vez en cuando necesitan una edición despiadada. " Eric Hanson del Star Tribune dijo que la novela" sería una lectura decepcionante e insatisfactoria no importa el escritor. Pero viniendo de un novelista de la inmensa estatura de Oe, es más que decepcionante. Es deprimentemente triste [sic] ".
Con una crítica más positiva Rafael Narbona de El Cultural dijo que el libro "es una excelente novela que opone un pacifismo ecológico, de inspiración humanista, a las tendencias destructivas de la sociedad japonesa".